# Pittem
Pittem is een plaats en gemeente in de Belgische provincie West-Vlaanderen. De gemeente telt ruim 6900 inwoners.

## Kernen
Naast Pittem zelf, heeft de gemeente in het noorden nog de deelgemeente Egem met het gehucht Spletlinde. In Pittem zelf zijn er nog het kruiswegdorp Egemkapel en de gehuchten Rijseleind en Hurselhoek.
| # | Naam       | Opp. (km²) | Inwoners (2020) | Inwoners per km² | NIS-code |
| - | ---------- | ---------- | --------------- | ---------------- | -------- |
| 1 | Pittem (I) | 24,35      | 5 150           | 211              | 37011A   |
| 2 | Egem (II)  | 10,33      | 1 566           | 152              | 37011B   |

Pittem grenst aan volgende dorpen en gemeenten:
| - a. Tielt (stad Tielt) - b. Meulebeke (gemeente Meulebeke) - c. Ardooie (gemeente Ardooie) | - d. Koolskamp (gemeente Ardooie) - e. Zwevezele (gemeente Wingene) - f. Wingene (gemeente Wingene) |

## Kaart

Pittem, deelgemeenten en buurgemeenten. De gele gebieden zijn bebouwde kernen.

## Bezienswaardigheden

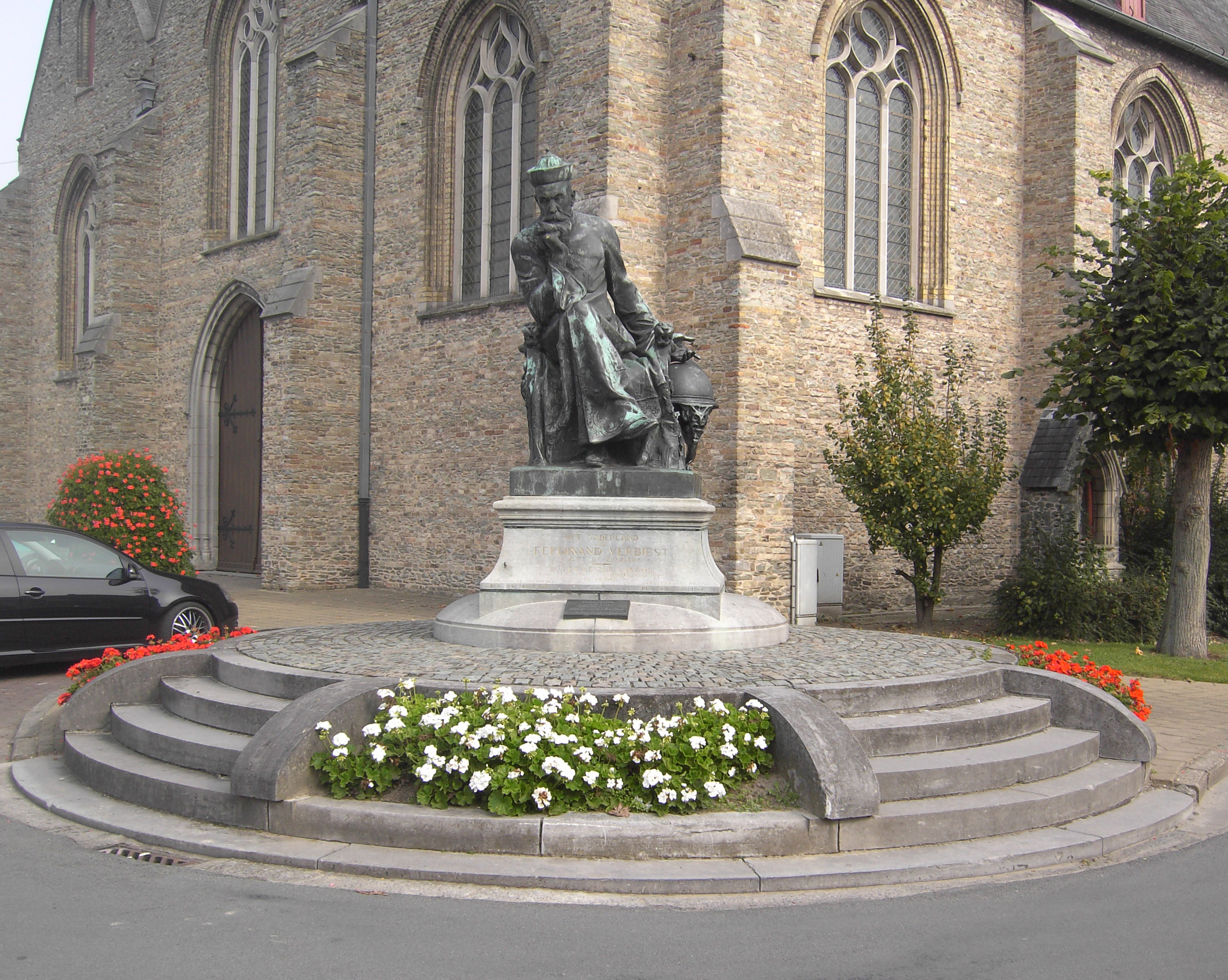
Standbeeld van Ferdinand Verbiest.

- Het dorpsbeeld van Pittem wordt gedomineerd door de stoere romaanse toren van de Onze-Lieve-Vrouwekerk (11e eeuw).
- De Plaatsmolen
- Het Kasteelgoed
- Het Klooster van de Zusters van Maria
- Het Kasteel Ronceval
- Het Psychiatrisch Centrum Sint-Jozef

## Natuur en landschap
Pittem ligt in Zandlemig Vlaanderen, op een uitloper van het Plateau van Tielt. De hoogte varieert van 18 tot 50 meter. De hoogste punten zijn Pittemberg (44 meter) en nabij Zwarte Gat (50 meter). In het zuiden stroomt de Devebeek zuidwaarts.

## Demografische ontwikkeling

### Demografische evolutie voor de fusie
- Bronnen:NIS, Opm:1831 tot en met 1970=volkstellingen; 1976 = inwoneraantal op 31 december

### Demografische ontwikkeling van de fusiegemeente
Alle historische gegevens hebben betrekking op de huidige gemeente, inclusief deelgemeenten, zoals ontstaan na de fusie van 1 januari 1977.
- Bronnen:NIS, Opm:1831 tot en met 1981=volkstellingen; 1990 en later= inwonertal op 1 januari

| Inwoners van jaar tot jaar op 1 januari 1992 tot heden | Inwoners van jaar tot jaar op 1 januari 1992 tot heden | Inwoners van jaar tot jaar op 1 januari 1992 tot heden |
| jaar                                                   | Aantal                                                 | Evolutie: 1992=index 100                               |
| ------------------------------------------------------ | ------------------------------------------------------ | ------------------------------------------------------ |
| 1992                                                   | 6.516                                                  | 100,0                                                  |
| 1993                                                   | 6.535                                                  | 100,3                                                  |
| 1994                                                   | 6.490                                                  | 99,6                                                   |
| 1995                                                   | 6.523                                                  | 100,1                                                  |
| 1996                                                   | 6.572                                                  | 100,9                                                  |
| 1997                                                   | 6.626                                                  | 101,7                                                  |
| 1998                                                   | 6.597                                                  | 101,2                                                  |
| 1999                                                   | 6.589                                                  | 101,1                                                  |
| 2000                                                   | 6.629                                                  | 101,7                                                  |
| 2001                                                   | 6.594                                                  | 101,2                                                  |
| 2002                                                   | 6.589                                                  | 101,1                                                  |
| 2003                                                   | 6.590                                                  | 101,1                                                  |
| 2004                                                   | 6.541                                                  | 100,4                                                  |
| 2005                                                   | 6.612                                                  | 101,5                                                  |
| 2006                                                   | 6.599                                                  | 101,3                                                  |
| 2007                                                   | 6.609                                                  | 101,4                                                  |
| 2008                                                   | 6.586                                                  | 101,1                                                  |
| 2009                                                   | 6.704                                                  | 102,9                                                  |
| 2010                                                   | 6.685                                                  | 102,6                                                  |
| 2011                                                   | 6.720                                                  | 103,1                                                  |
| 2012                                                   | 6.763                                                  | 103,8                                                  |
| 2013                                                   | 6.779                                                  | 104,0                                                  |
| 2014                                                   | 6.758                                                  | 103,7                                                  |
| 2015                                                   | 6.793                                                  | 104,3                                                  |
| 2016                                                   | 6.723                                                  | 103,2                                                  |
| 2017                                                   | 6.702                                                  | 102,9                                                  |
| 2018                                                   | 6.752                                                  | 103,6                                                  |
| 2019                                                   | 6.738                                                  | 103,4                                                  |
| 2020                                                   | 6.717                                                  | 103,1                                                  |
| 2021                                                   | 6.784                                                  | 104,1                                                  |
| 2022                                                   | 6.793                                                  | 104,3                                                  |
| 2023                                                   | 6.834                                                  | 104,9                                                  |
| 2024                                                   | 6.946                                                  | 106,6                                                  |
| 2025                                                   | 6.971                                                  | 107,0                                                  |

## Politiek

### Structuur
| Pittem           | Pittem           | Supranationaal         | Nationaal                         | Nationaal                         | Gemeenschap               | Gewest                    | Provincie                 | Arrondissement  | Provinciedistrict | Kanton          | Gemeente        |
| ---------------- | ---------------- | ---------------------- | --------------------------------- | --------------------------------- | ------------------------- | ------------------------- | ------------------------- | --------------- | ----------------- | --------------- | --------------- |
| Administratief   | Niveau           | Europese Unie          | België                            | België                            | Vlaanderen                | Vlaanderen                | West-Vlaanderen           | Tielt           | Tielt             | Tielt           | Pittem          |
| Administratief   | Bestuur          | Europese Commissie     | Belgische regering                | Belgische regering                | Vlaamse regering          | Vlaamse regering          | Deputatie                 | Deputatie       | Deputatie         | Deputatie       | Gemeentebestuur |
| Administratief   | Raad             | Europees Parlement     | Kamer van volksvertegenwoordigers | Kamer van volksvertegenwoordigers | Vlaams Parlement          | Vlaams Parlement          | Provincieraad             | Provincieraad   | Provincieraad     | Provincieraad   | Gemeenteraad    |
| Kiesomschrijving | Kiesomschrijving | Nederlands Kiescollege | Kieskring West-Vlaanderen         | Kieskring West-Vlaanderen         | Kieskring West-Vlaanderen | Kieskring West-Vlaanderen | Kieskring West-Vlaanderen | Roeselare-Tielt | Tielt             | Tielt           | Pittem          |
| Verkiezing       | Verkiezing       | Europese               | Federale                          | Federale                          | Vlaamse                   | Vlaamse                   | Provincieraads-           | Provincieraads- | Provincieraads-   | Provincieraads- | Gemeenteraads-  |

### Burgemeesters
Eerdere burgemeesters: Arent de Smet 1640-1642 en 1647-1648, Guillaume Banckaert 1642-1644 en 1667-1669, Jacques Werbrouck 1656-1660, Joos Damman 1683-1685, Joris-Bernard Verbiest 1705-1708, David Banckaert 1708-1711.
| Tijdspanne | Tijdspanne  | Burgemeesters                        |
| ---------- | ----------- | ------------------------------------ |
|            | 1711 - 1746 | Jacques Junior de Meese              |
|            | 1757 - 1782 | Johannes Van Walleghem               |
|            | 1796 - 1797 | Augustijn Gaillard                   |
|            | 1797 - 1798 | Jan de Ruyck                         |
|            | 1799 - 1820 | Jacques Ignatius Pruuost             |
|            | 1831 - 1832 | Leo de Meese (waarnemend)            |
|            | 1820 - 1842 | Jan De Mûelenaere                    |
|            | 1842 - 1857 | Ferdinand Amerlinck                  |
|            | 1858 - 1864 | Felix de Meese                       |
|            | 1864 - 1874 | Gustave de Mûelenaere (Kath. Partij) |

| Tijdspanne | Tijdspanne  | Burgemeester                          |
| ---------- | ----------- | ------------------------------------- |
|            | 1874        | Philip Constant Libbrecht             |
|            | 1874 - 1884 | Emiel Karel Libbrecht                 |
|            | 1884 - 1930 | Eugeen Camiel Jean Joos de ter Beerst |
|            | ...         |                                       |
|            | 1932 - 1935 | Prosper de Munster                    |
|            | 1935 - 1937 | Alberic van Parys                     |
|            | 1937 - 1939 | Gustaaf Buyse                         |
|            | 1939 - 1959 | Remi-Jozef Sierens                    |
|            | 1959 - 1971 | Elie De Laere                         |
|            | 1971 - 1997 | Leopold Gelaude (CVP)                 |

| Tijdspanne | Tijdspanne   | Burgemeester              |  |
| ---------- | ------------ | ------------------------- |  |
|            | 1997 - 2022  | Ivan Delaere (CVP / CD&V) |  |
|            | 2022 - heden | Denis Fraeyman (CD&V)     |  |

### Zetelverdeling 2024-2030
Burgemeester blijft Denis Fraeyman van de CD&V. Deze partij heeft de meerderheid met 11 op 17 zetels.

### Resultaten gemeenteraadsverkiezingen sinds 1976
| Partij               | Partij                                  | 10-10-1976 | 10-10-1976 | 10-10-1982 | 10-10-1982 | 9-10-1988 | 9-10-1988 | 9-10-1994 | 9-10-1994 | 8-10-2000 | 8-10-2000 | 8-10-2006 | 8-10-2006 | 14-10-2012 | 14-10-2012 | 14-10-2018 | 14-10-2018 | 13-10-2024 | 13-10-2024 |
| Stemmen / Zetels     | Stemmen / Zetels                        | %          | 17         | %          | 17         | %         | 17        | %         | 17        | %         | 17        | %         | 17        | %          | 17         | %          | 17         | %          | 17         |
| -------------------- | --------------------------------------- | ---------- | ---------- | ---------- | ---------- | --------- | --------- | --------- | --------- | --------- | --------- | --------- | --------- | ---------- | ---------- | ---------- | ---------- | ---------- | ---------- |
|                      | CVP1/ CD&V2                             | 87,461     | 16         | 69,661     | 14         | 61,131    | 12        | 63,651    | 11        | 71,311    | 13        | 75,212    | 15        | 62,462     | 12         | 47,82      | 9          | 59,0       | 11         |
|                      | SP1/ sp.a2/ Groep 2012C/ 8740Anders3    | 12,541     | 1          | 8,811      | 0          | -         |           | -         |           | -         |           | 8,012     | 0         | 26,36C     | 0          | 6,43       | 0          | -          |            |
|                      | VLD1/ Groep 2012C/ NieuwPittEgemD       | -          |            | -          |            | -         |           | -         |           | 28,691    | 4         | 16,781    | 2         | 26,36C     | 3          | 45,8D      | 8          | 38,8D      | 6          |
|                      | VU1/ Groep 2012C/ NieuwPittEgemD/ N-VA2 | -          |            | 21,531     | 3          | -         |           | -         |           | -         |           | -         |           | 26,36C     | 1          | 45,8D      | 8          | 2,22       | 0          |
|                      | Vlaams Belang                           | -          |            | -          |            | -         |           | -         |           | -         |           | -         |           | 11,18      | 1          | -          |            | -          |            |
|                      | Gem.Bel.                                | -          |            | -          |            | 21,02     | 3         | 36,35     | 6         | -         |           | -         |           | -          |            | -          |            | -          |            |
|                      | PE2000                                  | -          |            | -          |            | 17,85     | 2         | -         |           | -         |           | -         |           | -          |            | -          |            | -          |            |
| Totaal stemmen       | Totaal stemmen                          | 4343       | 4343       | 4537       | 4537       | 4642      | 4642      | 4823      | 4823      | 4976      | 4976      | 5034      | 5034      | 4958       | 4958       | 5059       | 5059       | 3901       | 3901       |
| Opkomst %            | Opkomst %                               |            |            |            |            | 96,45     | 96,45     | 97,26     | 97,26     | 97,13     | 97,13     | 97,77     | 97,77     | 94,60      | 94,60      | 95,9       | 95,9       | 72,5       | 72,5       |
| Blanco en ongeldig % | Blanco en ongeldig %                    | 3,41       | 3,41       | 3,68       | 3,68       | 4,67      | 4,67      | 4,35      | 4,35      | 5,16      | 5,16      | 4,33      | 4,33      | 4,90       | 4,90       | 4,7        | 4,7        | 1,6        | 1,6        |

De rode cijfers naast de gegevens duiden aan onder welke naam de partijen telkens bij een verkiezing opkwamen.
De zetels van de gevormde meerderheid staan vetjes afgedrukt

## Diensten
Pittem is bekend door het Psychiatrisch Centrum Sint-Jozef. Vooral de ontwenningskliniek is bekend; de verpleegkundigen begeleiden de patiënten met behulp van de cliëntgerichte psychotherapie, ontwikkeld door Carl Rogers.

## Geboren in Pittem
- Ferdinand Verbiest (1623-1688), missionaris en sterrenkundige, stichter van het observatorium van Peking en hervormer van de Chinese kalender
- Felix de Mûelenaere (1793-1862), politicus; premier 1831-1832
- René De Pauw (1887-1946), kunstschilder en tekenaar.
- May Claerhout (1939-2016), beeldende kunstenares

## Evenementenkalender
- Zondag omtrent 6 juli: Godelieve-ommegang en -kermis
- Zotte Maandag omtrent 17 juli: is de hoogdag en laatste maandag van de 14-daagse Godelievekermis in Pittem. Traditiegetrouw huldigen Pittemse en Egemse verenigingen of straatcomités de deken van de Sint-Elooisgilde in een wervelende feeststoet.

## Trivia
- Pittem is de enige gemeente van het Arrondissement Tielt die niet aan een ander arrondissement grenst.
- Na enige tijd beraadslagen is uiteindelijk door Pittem beslist om niet te fusioneren met Tielt en Meulebeke in de nabije toekomst.

## Nabijgelegen kernen
Koolskamp, Ardooie, Meulebeke, Tielt, Egem